# Pierre Le Tessier
Pierre Le Tessier (ur. ok. 1255 w Saint-Antonin-Noble-Val, zm. 22 marca 1325 w Awinionie) – francuski duchowny, z zakonu kanoników regularnych św. Augustyna. Opat klasztoru Saint-Sernin w Tuluzie (1318). Bliski współpracownik i kapelan papieża Jana XXII. Nuncjusz papieski na Sycylii w 1317. Wicekanclerz Świętego Kościoła Rzymskiego od 1319 roku. Na konsystorzu 20 grudnia 1320 został mianowany kardynałem prezbiterem Santo Stefano al Monte Celio. Zmarł w Awinionie w wieku około 70 lat.